# Swertia tozanensis
Swertia tozanensis är en gentianaväxtart som beskrevs av Bunzo Hayata. Swertia tozanensis ingår i släktet Swertia och familjen gentianaväxter. Inga underarter finns listade i Catalogue of Life.